# Paralimna mackieae
Paralimna mackieae är en tvåvingeart som beskrevs av Cresson 1947. Paralimna mackieae ingår i släktet Paralimna och familjen vattenflugor. Inga underarter finns listade i Catalogue of Life.